# Aborto en Puerto Rico
El aborto en Puerto Rico está técnicamente prohibido previa solicitud, aunque de facto está permitido sin un límite claro. El 22 de junio de 2022, el Senado de Puerto Rico aprobó un proyecto de ley que limita el aborto a 22 semanas, con excepciones por peligro para la vida de la madre, defectos fetales, y si el feto no sería viable. El proyecto de ley deberá ser considerado por la Cámara.
Las actitudes y leyes en Puerto Rico relacionadas con el aborto se han visto significativamente impactadas por decisiones del gobierno federal de los Estados Unidos. El aborto se volvió efectivamente legal en 1937 después de una serie de cambios en la ley por parte de la legislatura de Puerto Rico basados en la introducción de clínicas malthusianas a partir de políticas eugenésicas iniciadas en Estados Unidos. Durante la década de 1960 y principios de la de 1970, mujeres de los Estados Unidos continentales viajaban a la isla para realizarse abortos legales, y la práctica terminó en gran medida en 1973 como resultado de la decisión de la Corte Suprema de los Estados Unidos en el caso Roe contra Wade. Las mujeres han seguido viajando a Puerto Rico desde otras partes del Caribe desde la década de 1990 para obtener abortos que son considerados ilegales en sus países de origen. El número total de clínicas de aborto en la isla ha ido disminuyendo desde un máximo de más de una docena en la década de 1990.
Las estadísticas sobre aborto proporcionadas por el gobierno han sido criticadas por ser poco fiables. Hubo 19,200 abortos entre 1991 y 1992 y 15,600 en 2001. Existe una comunidad por el derecho al aborto en la isla, que cuenta con el apoyo de varias organizaciones. En 2019, el Día Internacional de la Mujer en Puerto Rico giró en torno a la salida masiva de mujeres a las calles para apoyar el derecho al aborto. También hay un movimiento antiaborto en Puerto Rico.

## Antecedentes de salud pública
El huracán María tocó tierra en Puerto Rico el 20 de septiembre de 2017 y tuvo un impacto importante en la situación general de salud pública en la isla que aún se sentía años después. La infraestructura sanitaria resultó gravemente dañada, incluidos hospitales, centros de diálisis y centros de apoyo al VIH. Los riesgos de Zika también aumentaron debido al aumento en la cantidad de mosquitos. También hubo un aumento en la demanda pero una disminución en la oferta de servicios de salud mental.

## Historia
Puerto Rico se convirtió en territorio de los Estados Unidos en 1898. Las potencias coloniales estadounidenses en Puerto Rico tuvieron un impacto importante en la relación de la isla con los derechos reproductivos de las mujeres y en las leyes sobre el aborto. En 1937, siguiendo el modelo de las políticas eugenésicas iniciadas por Estados Unidos, Puerto Rico adoptó políticas de aborto más liberales que vieron la introducción de clínicas malthusianas. Antes de esto, el aborto en Puerto Rico era prácticamente ilegal. Los cambios significaron que los médicos se convirtieron efectivamente en árbitros de cuándo era legal que las mujeres abortaran. La legislatura de Puerto Rico no tomó ninguna medida para crear una nueva legislación sobre el aborto antes del fallo de 1973 de la Corte Suprema de Estados Unidos en Roe v. Wade. Antes del fallo Roe v. Wade, a menudo era un poco más barato y más fácil para las mujeres obtener abortos en Puerto Rico que en los Estados Unidos continentales. Las mujeres blancas fueron uno de los grupos más grandes de mujeres que viajaron a la isla para abortar. La Sociedad para el Aborto Humanitario (SHA) ayudó a facilitar que las mujeres del continente viajaran a Puerto Rico y otros lugares como Japón y México para abortar durante la década de 1960 y principios de la de 1970. La investigación sobre el aborto en la isla comenzó recién en 1983.
En 2016, las mujeres embarazadas en Puerto Rico corrían riesgo de contraer el virus del Zika, que causa importantes defectos fetales. Estos defectos pueden llevar a que algunas mujeres opten por interrumpir su embarazo. Entre 2018 y 2019, los efectos del huracán María obstaculizaron la capacidad de las mujeres de la isla para acceder a los servicios de aborto.

### Historia legislativa
El aborto se volvió efectivamente legal en Puerto Rico en 1937 después de que la legislatura del territorio derogó las leyes existentes sobre atención y tratamiento reproductivo. Estas reformas incluyeron permitir el transporte interestatal de información sobre anticonceptivos y métodos anticonceptivos, legalizaron la esterilización anticonceptiva e introdujeron una exención terapéutica para los abortos para proteger la vida o la salud de la mujer embarazada.
En 1964, hubo un esfuerzo legislativo para tratar de derogar las reformas de 1937 modificando el código penal de Puerto Rico, aunque sólo fue parcialmente efectivo al criminalizar totalmente el aborto; Sin embargo, una consecuencia de estos esfuerzos fue que resultó en una gran caída en el número de abortos realizados en Puerto Rico. La legislatura de Puerto Rico no tomó ninguna medida para legalizar el aborto antes del fallo de 1973 de la Corte Suprema de Estados Unidos en Roe v. Wade.
En 2012, el Código Penal de Puerto Rico fue revisado en la Sección II, Artículos 99 al 101 que se relacionan con el aborto. Se hicieron cambios que convirtieron el aborto en un delito grave. Esta legislación fue impulsada en gran medida por el Partido Nuevo Progresista, que intentaba ganar votos entre los votantes conservadores de la isla, incluso si la legislación no podía resistir la revisión judicial.
A partir de 2016, la ley exigía que las mujeres que deseaban un aborto debían someterse a un examen pélvico realizado por el médico que realizaba el aborto en la clínica. La ley también exigía que las mujeres se hicieran análisis de sangre para detectar anemia y determinar su factor RH. La ley también exige que los médicos ofrezcan otros exámenes o pruebas que puedan ser necesarios antes de realizar el aborto para que la mujer esté completamente informada, incluida una ecografía para determinar qué tan avanzado está el embarazo. Antes de 2019, las menores no requerían consentimiento antes de someterse a un aborto, siempre y cuando el médico hubiera proporcionado a la menor información adecuada que le permitiera tomar una decisión informada.
Una ministra evangélica, senadora llamada Nayda Venegas, presentó una propuesta de ley el 4 de marzo de 2019 que requeriría que las mujeres menores de 21 años obtengan el consentimiento de sus padres antes de que se les permita abortar. Este esfuerzo fracasó. El 7 de mayo de 2018, la legislatura de Puerto Rico propuso una serie de restricciones al aborto que fueron promulgadas por el gobernador el 7 de marzo de 2019. Las restricciones incluían que las niñas menores de 18 años debían obtener el consentimiento de sus padres antes de poder abortar. Se permitió una excepción que decía: "la menor puede acudir a los tribunales si insiste en abortar para presentar sus reclamaciones de aborto". La PS950 fue vetada el mismo día, 7 de marzo de 2019, por el gobernador Ricardo Rosselló, quien dijo que la legislación imponía "restricciones onerosas" a la capacidad de una mujer para acceder a los servicios de aborto. Luego, la Cámara anuló el veto de la PS950. La atención prenatal para mujeres menores de 18 años no requiere un consentimiento similar de los padres.

### Historia judicial
La decisión de la Corte Suprema de Estados Unidos en el fallo Roe v. Wade de 1973 significó que el estado ya no podía regular el aborto en el primer trimestre. El aborto también se legalizó en Puerto Rico como consecuencia de esta decisión. Sin embargo, la Corte Suprema anuló Roe v. Wade en Dobbs v. Jackson Women's Health Organization, 597 U.S.  (2022) en 2022.) La Corte Suprema de Puerto Rico supervisó el caso Pueblo de Puerto Rico contra Pablo Duarte Mendoza en 1980. Su fallo fue efectivamente una respuesta territorial específica a una pregunta ya respondida por la Corte Suprema de Estados Unidos en el caso anterior Roe contra Wade. El caso de 1980 involucró al Dr. Pablo Duarte Mendoza acusado en 1973 por supuestamente realizar un aborto ilegal a una niña de 16 años en violación de las leyes de aborto de 1937 de Puerto Rico. Duarte recibió una sentencia de dos a cuatro años en la época en que la ley de 1937 estaba siendo derogada y reemplazada por una ley que brindaba a las mujeres un mayor acceso a los servicios de aborto. Duarte apeló la sentencia ante el Tribunal Supremo de Puerto Rico, que anuló la sentencia dictada por el Tribunal Superior de Puerto Rico, citando las necesidades del médico de poder considerar los problemas de salud de la mujer en el primer trimestre, siendo la salud de la mujer una prioridad factor que determina si debe ocurrir o no un aborto. El Tribunal Supremo dijo que las cuestiones de salud de la mujer embarazada prevalecen sobre cualquier preocupación por su edad.

### Historia clínica
Durante la década de 1930, cuando el aborto era ilegal, las parteras y enfermeras puertorriqueñas que tenían capacitación relacionada con la atención prenatal y el parto también realizaban abortos en ocasiones; Las mujeres puertorriqueñas estaban dispuestas a pagar una prima para recurrir a estos médicos para realizar abortos más seguros. La aprobación de las revisiones de la ley de 1937 no resultó en un aumento inmediato en el número de proveedores de servicios de aborto, ya que las nuevas leyes no fueron ampliamente compartidas.
A principios de la década de 1990, había más de una docena de clínicas de aborto en Puerto Rico. En 1993, había trece clínicas privadas en la isla que ofrecían servicios de aborto. En la década de 1990, las mujeres en el Caribe tenían pocas opciones sobre dónde podían obtener abortos legales, siendo Puerto Rico y Cuba dos de los lugares que ofrecían a las mujeres el acceso legal más fácil. Esto continuó en las décadas del 2000 y 2010. Entre las mujeres que llegaron a Puerto Rico en 2016 para abortar se encontraban mujeres de la República Dominicana. En 2016, había siete clínicas de aborto en la isla. El tipo de materiales y documentación de consentimiento informado que recibieron los menores en 2016 varió de una clínica a otra. Esto se debía a que la ley, por ley, no exigía el consentimiento informado de los menores. En 2016, el precio de un aborto en una clínica de planificación familiar generalmente costaba entre $225 y $325 por un aborto en el primer trimestre. En 2019, solo quedaban seis clínicas de aborto en la isla.

## Estadísticas
Es difícil determinar estadísticas confiables sobre el número de abortos legales en Puerto Rico porque históricamente el Departamento de Salud no ha utilizado metodologías confiables para obtener cifras. 23 de cada 1.000 embarazos en 1999 fueron interrumpidos como consecuencia de un aborto. En el período comprendido entre 1991 y 1992, se estima que hubo 19.200 abortos legales en el territorio, con una tasa de 22,7 y una relación de 23,0 para una tasa total de aborto de 0,68. Estas tasas se encontraban entre algunas de las más bajas del mundo.
En 2016, el 98% de los abortos se realizaron en el primer trimestre, en el periodo comprendido entre las 7 y 13 semanas de embarazo. La mayoría de estos abortos utilizaron uno de dos procedimientos: succión o aspiración. Solo el 2% de los abortos en 2016 ocurrieron en el segundo trimestre, definido como la semana 13 a la semana 22. Todos los abortos del segundo trimestre tuvieron lugar antes de la semana 20. El método más utilizado en Puerto Rico para los abortos del segundo trimestre es la dilatación y extracción.
| Ubicación   | Residencia | Residencia | Residencia | Ocurrencia | Ocurrencia | Ocurrencia | % obtenido por residentes fuera del estado | Año       | Ref    |
| ----------- | ---------- | ---------- | ---------- | ---------- | ---------- | ---------- | ------------------------------------------ | --------- | ------ |
| Ubicación   | N.º        | Tasa       | Relación   | N.º        | Tasa       | Relación   | % obtenido por residentes fuera del estado | Año       | Ref    |
| Puerto Rico |            |            |            |            | 22         |            |                                            | 1991      | [ 21 ] |
| Puerto Rico |            |            |            | 19,200     | 22.7       | 23.0       |                                            | 1991–1992 | [ 23 ] |
| Puerto Rico |            |            |            | 15,600     | 18         |            |                                            | 2001      | [ 21 ] |
| Puerto Rico |            |            |            | 3,622      |            |            |                                            | 2009–2010 | [ 21 ] |

## Financiamiento con fondos públicos
Los fondos federales a través de Medicare están disponibles para las mujeres en Puerto Rico en casos de violación, incesto o riesgo de salud o vida de la madre. Para las mujeres que desean abortar como resultado de una violación, el Centro de Asistencia a Víctimas de Violación (CAVV) del Departamento de Salud brinda asistencia para obtener fondos públicos.

## Puntos de vista y actividades sobre el derecho al aborto

### Organizaciones
Clergy Consultation Service fue una organización que promovió el derecho al aborto en la isla durante las décadas de 1950 y 1960. Eran una organización externa..
Taller Salud es una de las organizaciones que apoyan el derecho al aborto. Amnistía Internacional Puerto Rico también trabaja por el derecho al aborto en Puerto Rico.

### Vistas
Michel Collado, de Taller Salud, dijo en 2019: "Durante los últimos años, hemos estado luchando con un gobierno que ha eliminado el acceso a la educación sexual y la perspectiva de género en las escuelas públicas; también recortó el financiamiento a las ONGs que funcionan con esos problemas".

### Protestas
En 2019, el Día Internacional de la Mujer en Puerto Rico giró en torno a la salida masiva de mujeres a las calles para apoyar el aborto. Sus esfuerzos de este día sobre el derecho al aborto fueron parte de esfuerzos más amplios del 8M para combatir la violencia de género.

## Puntos de vista y actividades contra el aborto
Las actividades antiaborto en Puerto Rico tienden a ser más moderadas que las actividades antiaborto en los Estados Unidos continentales, y es mucho menos probable que incluyan violencia.

### Vistas
El senador Venegas Brown dijo durante el debate sobre la PS950: "Ojalá este fuera un proyecto de ley para prohibir el aborto". Brown dijo que la única razón por la que los senadores no pudieron hacerlo fue por el caso Roe v. Wade.

### Protestas
En 1974 se celebró una manifestación contra el aborto en San Juan tras las revisiones de la ley puertorriqueña a principios de ese año.